# Bandivan
Bandivan (en arménien Բանդիվան) est une communauté rurale du marz de Shirak en Arménie. En 2008, elle compte 232 habitants.